# 音羽美子
音羽 美子（おとわ よしこ、1932年7月6日 - ）は、日本の女優、歌手。東京出身。本名：久米 和子、旧姓：小野田。

## 来歴・人物
三輪田学園高等学校卒業。
高校卒業後、歌手を目指す。1953年「魚河岸の石松」でデビューする。挿入歌の「花の命は短いものよ」を歌う。1955年から楠トシエ、桜京美と三人でNHK「お笑い三人組」に出演し人気が出る。
他に映画出演「坊ちゃん天国」「落語天国紳士録」、兄が監督した「俺は都会の山男」「お笑い三人組・泣き虫弱虫かんの虫」「お笑い三人組・怪しい奴にご用心」などに出演した。
現在は芸能界から引退した様子である。

## 親族
- 長兄：小野田嘉幹（映画監督）
- 次兄：平田昭彦（俳優）
- 義姉：三ツ矢歌子（女優）小野田嘉幹の妻
- 義姉：久我美子（女優）平田昭彦の妻
- 義姪：野平ゆき（女優）三ツ矢歌子の息子の妻
- 夫：久米昭二（NHKのディレクター）
- 岳父：久米正雄（作家）夫の父

## 主な出演映画
- 魚河岸の石松（1953年）東映
- 坊ちゃん天国（1957年）東映
- 落語天国紳士録（1960年）東映
- 俺は都会の山男（1961年）
- お笑い三人組 泣き虫弱虫かんの虫（1961年）
- お笑い三人組 怪しい奴にご用心（1961年）

## テレビ出演
- お笑い三人組（1956年～1966年 NHK)
- 第12回NHK紅白歌合戦（1961年）※応援としてゲスト出演
- 午後は○○おもいッきりテレビ（日本テレビ）
- 火曜サスペンス劇場「地底の殺意」（1983年7月5日、日本テレビ）

## 音楽

### シングル
- 花の命は短いものよ（C-909）-　東映映画「魚河岸の石松」主題歌。
- 夢を呼ぶ窓（キングレコード、C-1431）
- 東京ジプシー／カムイの舟が来る（東芝音工、JP-1188 B面は峰悠二の歌唱）
- おしあわせ節／恋のラーメン娘　(東芝音工、JP−1464 A面は牧伸太郎の歌唱)